# Crustuli
Los crustuli son un dulce típico navideño de Calabria, particularmente de las Crotona y Cosenza, elaborado con pasta frolla. En algunos pueblos del interior de la provincia de Crotone (aunque no en la ciudad ni en el resto de la provincia), se les llama tardiddri, mientras que crustuli se refiere a una rosquilla de masa frita cubierta de azúcar o vino cocido.

## Preparación
Se amasa la harina, el huevo, la manteca, el aceite y el azúcar. Se divide la masa en partes y se moldean en forma de palillos largos, que se cortan en pequeños trozos y se fríen. Se pasan los crustuli por miel calentada al baño maría y se sirven en el plato de presentación.